# Thomas Spaniel
Thomas Spaniel (* 1963 in Nordhausen) ist ein deutscher Schriftsteller und Lyriker.
Er absolviert von 1987 bis 1991 ein Jurastudium in Jena und arbeitet seither als Rechtsanwalt in Nordhausen. Spaniel lebt in Ilfeld. Er ist Mitglied im PEN-Zentrum Deutschland.

## Werke
- Spiegelgärten. Gedichte, Mitteldeutscher Verlag 1988.
- deutsche vexierbilder. Hain-Verl. 1997, ISBN 3-930215-32-2.
- vis absoluta. Gedichte, quartus-Verlag 2002, ISBN 3-936455-06-6.
- harte kinder. Gedichte, quartus-Verlag 2006, ISBN 3-937832-10-6, im Scheune-Verlag ISBN 978-3-936455-54-0.
- ortsbeschreibung, Hinterwaelt-Verlag, 2008
- die irren kurse einer sterbenden fliege,  Gedichte. Degener 2011, ISBN 978-3-940531-27-8
- Ausgewählte Gedichte. Degener 2013, ISBN 978-3-95497-365-1
- das nichts im ball. Gedichte, Degener 2016, ISBN 978-3-95497-777-2
- selbstbildnis mit katze, Gedichte, quartus-Verlag 2023, ISBN 3-947646-51-8
- Anthologien und Literaturzeitschriften (Auswahl)
  - Ralph Grüneberger (Hg.)/Gesellschaft für zeitgenössische Lyrik: Poesiealbum neu, Ausgabe 01/2013.